# Oumé
Oumé – miasto w południowej części Wybrzeża Kości Słoniowej; w regionie Fromager; według danych szacunkowych na rok 2010 liczy 58 505 mieszkańców.